# Anolis serranoi
Anolis serranoi es una especie de lagarto que pertenece a la familia Dactyloidae. Es nativo de Chiapas (México), Guatemala y El Salvador.